# Lionel Richie/Diskografie
Diese Diskografie ist eine Übersicht über die musikalischen Werke des US-amerikanischen Soul-Sängers Lionel Richie. Den Quellenangaben zufolge hat er bisher mehr als 100 Millionen Tonträger verkauft, davon alleine in seiner Heimat über 41,6 Millionen, damit zählt er zu den Interpreten mit den meisten verkauften Tonträgern weltweit. Seine erfolgreichste Veröffentlichung ist das Album Can’t Slow Down mit über 20 Millionen verkauften Einheiten.

## Alben

### Studioalben
| Jahr | Titel Musiklabel                             | Höchstplatzierung, Gesamtwochen, AuszeichnungChartplatzierungen (Jahr, Titel, Musiklabel, Platzierungen, Wochen, Auszeichnungen, Anmerkungen) | Höchstplatzierung, Gesamtwochen, AuszeichnungChartplatzierungen (Jahr, Titel, Musiklabel, Platzierungen, Wochen, Auszeichnungen, Anmerkungen) | Höchstplatzierung, Gesamtwochen, AuszeichnungChartplatzierungen (Jahr, Titel, Musiklabel, Platzierungen, Wochen, Auszeichnungen, Anmerkungen) | Höchstplatzierung, Gesamtwochen, AuszeichnungChartplatzierungen (Jahr, Titel, Musiklabel, Platzierungen, Wochen, Auszeichnungen, Anmerkungen) | Höchstplatzierung, Gesamtwochen, AuszeichnungChartplatzierungen (Jahr, Titel, Musiklabel, Platzierungen, Wochen, Auszeichnungen, Anmerkungen) | Anmerkungen                                                    |
| Jahr | Titel Musiklabel                             | DE | AT | CH | UK | US | Anmerkungen                                                    |
| ---- | -------------------------------------------- | --- | --- | --- | --- | --- | -------------------------------------------------------------- |
| 1982 | Lionel Richie Motown (Motown)                | — | — | — | UK9 Platin · (86 Wo.)UK | US3 ×4Vierfachplatin · (140 Wo.)US | Erstveröffentlichung: 11. September 1982 Verkäufe: + 4.710.000 |
| 1983 | Can’t Slow Down Motown (MCA Records)         | DE2 Gold · (68 Wo.)DE | AT17 (4 Wo.)AT | CH3 (34 Wo.)CH | UK1 ×3Dreifachplatin · (154 Wo.)UK | US1 Diamant · (160 Wo.)US | Erstveröffentlichung: 11. Oktober 1983 Verkäufe: + 20.000.000  |
| 1986 | Dancing on the Ceiling Motown (MCA Records)  | DE5 (16 Wo.)DE | AT4 (14 Wo.)AT | CH2 Gold · (11 Wo.)CH | UK2 ×2Doppelplatin · (53 Wo.)UK | US1 ×4Vierfachplatin · (58 Wo.)US | Erstveröffentlichung: 15. Juli 1986 Verkäufe: + 5.315.000      |
| 1996 | Louder Than Words Mercury Records (Polygram) | DE26 (13 Wo.)DE | AT12 (13 Wo.)AT | CH10 (9 Wo.)CH | UK11 Silber · (6 Wo.)UK | US28 Gold · (14 Wo.)US | Erstveröffentlichung: 3. April 1996 Verkäufe: + 650.000        |
| 1998 | Time Mercury Records (Polygram)              | DE15 (10 Wo.)DE | AT16 (10 Wo.)AT | CH9 (14 Wo.)CH | UK31 (4 Wo.)UK | US152 (3 Wo.)US | Erstveröffentlichung: 23. Juni 1998                            |
| 2000 | Renaissance Island Def Jam (UMG)             | DE3 Platin · (49 Wo.)DE | AT5 Gold · (19 Wo.)AT | CH6 Gold · (24 Wo.)CH | UK6 Platin · (35 Wo.)UK | US62 (15 Wo.)US | Erstveröffentlichung: 16. Oktober 2000 Verkäufe: + 1.000.000   |
| 2004 | Just for You Island Def Jam (UMG)            | DE10 Gold · (13 Wo.)DE | AT5 (15 Wo.)AT | CH8 (19 Wo.)CH | UK5 Gold · (10 Wo.)UK | US47 (9 Wo.)US | Erstveröffentlichung: 8. März 2004 Verkäufe: + 200.000         |
| 2006 | Coming Home Island Def Jam (UMG)             | DE8 (16 Wo.)DE | AT35 (6 Wo.)AT | CH9 (10 Wo.)CH | UK15 Gold · (11 Wo.)UK | US6 Gold · (24 Wo.)US | Erstveröffentlichung: 8. September 2006 Verkäufe: + 600.000    |
| 2009 | Just Go Island Def Jam (UMG)                 | DE9 (8 Wo.)DE | AT9 (8 Wo.)AT | CH28 (9 Wo.)CH | UK10 Silber · (5 Wo.)UK | US24 (8 Wo.)US | Erstveröffentlichung: 14. März 2009 Verkäufe: + 60.000         |
| 2012 | Tuskegee Mercury Records (UMG)               | DE7 (7 Wo.)DE | AT9 (6 Wo.)AT | CH31 (6 Wo.)CH | UK7 Gold · (9 Wo.)UK | US1 Platin · (17 Wo.)US | Erstveröffentlichung: 9. März 2012 Verkäufe: + 1.225.000       |

grau schraffiert: keine Chartdaten aus diesem Jahr verfügbar

### Livealben
| Jahr | Titel Musiklabel                                        | Höchstplatzierung, Gesamtwochen, AuszeichnungChartplatzierungen (Jahr, Titel, Musiklabel, Platzierungen, Wochen, Auszeichnungen, Anmerkungen) | Höchstplatzierung, Gesamtwochen, AuszeichnungChartplatzierungen (Jahr, Titel, Musiklabel, Platzierungen, Wochen, Auszeichnungen, Anmerkungen) | Höchstplatzierung, Gesamtwochen, AuszeichnungChartplatzierungen (Jahr, Titel, Musiklabel, Platzierungen, Wochen, Auszeichnungen, Anmerkungen) | Höchstplatzierung, Gesamtwochen, AuszeichnungChartplatzierungen (Jahr, Titel, Musiklabel, Platzierungen, Wochen, Auszeichnungen, Anmerkungen) | Höchstplatzierung, Gesamtwochen, AuszeichnungChartplatzierungen (Jahr, Titel, Musiklabel, Platzierungen, Wochen, Auszeichnungen, Anmerkungen) | Anmerkungen                                                 |
| Jahr | Titel Musiklabel                                        | DE | AT | CH | UK | US | Anmerkungen                                                 |
| ---- | ------------------------------------------------------- | --- | --- | --- | --- | --- | ----------------------------------------------------------- |
| 2002 | Encore Island Def Jam (UMG)                             | DE23 Gold · (9 Wo.)DE | AT4 (11 Wo.)AT | CH10 Gold · (14 Wo.)CH | UK8 Platin · (10 Wo.)UK | — | Erstveröffentlichung: 25. November 2002 Verkäufe: + 470.000 |
| 2007 | Live - His Greatest Hits and More Universal Music (UMG) | DE39 (3 Wo.)DE | — | — | UK91 (1 Wo.)UK | — | Erstveröffentlichung: 17. September 2007                    |
| 2008 | Symphonica in Rosso Universal Music (UMG)               | — | — | — | — | — | Erstveröffentlichung: 2008                                  |
| 2019 | Hello from Las Vegas Capitol Records (UMG)              | — | — | — | — | US2 (1 Wo.)US | Erstveröffentlichung: 16. August 2019                       |

### Kompilationen
| Jahr | Titel Musiklabel                          | Höchstplatzierung, Gesamtwochen, AuszeichnungChartplatzierungen (Jahr, Titel, Musiklabel, Platzierungen, Wochen, Auszeichnungen, Anmerkungen) | Höchstplatzierung, Gesamtwochen, AuszeichnungChartplatzierungen (Jahr, Titel, Musiklabel, Platzierungen, Wochen, Auszeichnungen, Anmerkungen) | Höchstplatzierung, Gesamtwochen, AuszeichnungChartplatzierungen (Jahr, Titel, Musiklabel, Platzierungen, Wochen, Auszeichnungen, Anmerkungen) | Höchstplatzierung, Gesamtwochen, AuszeichnungChartplatzierungen (Jahr, Titel, Musiklabel, Platzierungen, Wochen, Auszeichnungen, Anmerkungen) | Höchstplatzierung, Gesamtwochen, AuszeichnungChartplatzierungen (Jahr, Titel, Musiklabel, Platzierungen, Wochen, Auszeichnungen, Anmerkungen) | Anmerkungen |
| Jahr | Titel Musiklabel                          | DE | AT | CH | UK | US | Anmerkungen |
| ---- | ----------------------------------------- | --- | --- | --- | --- | --- | --- |
| 1992 | Back to Front Motown (MCA Records)        | DE2 Platin · (44 Wo.)DE | AT3 Platin · (17 Wo.)AT | CH3 ×2Doppelplatin · (23 Wo.)CH | UK1 ×4Vierfachplatin · (84 Wo.)UK | US19 Platin · (29 Wo.)US | Erstveröffentlichung: 5. Mai 1992 Verkäufe: + 4.615.000                                                                    |
| 1997 | Truly: The Love Songs Motown (Polygram)   | DE73 (2 Wo.)DE | AT33 (5 Wo.)AT | CH34 (3 Wo.)CH | UK5 Platin · (21 Wo.)UK | US— GoldUS | Erstveröffentlichung: 27. Oktober 1997 Verkäufe: + 1.607.500                                                               |
| 2003 | The Definitive Collection Motown (UMG)    | DE40 Gold · (9 Wo.)DE | AT61 (3 Wo.)AT | CH45 (6 Wo.)CH | UK1 ×5Fünffachplatin · (104 Wo.)UK | US19 Platin · (68 Wo.)US | Erstveröffentlichung: 4. Februar 2003 Verkäufe: + 2.485.000 Höchstplatzierung in UK erst 2015; zusammen mit den Commodores |
| 2003 | Best of 20th Century Masters Motown (UMG) | — | — | — | UK— SilberUK | — | Erstveröffentlichung: 7. Oktober 2003                                                                                      |
| 2006 | Sounds of the Season Island Def Jam (UMG) | — | — | — | — | — | Erstveröffentlichung: 2006                                                                                                 |
| 2009 | The Best Collection Universal Music (UMG) | — | — | — | — | — | Erstveröffentlichung: 4. November 2009                                                                                     |

## Singles

### Als Leadmusiker
| Jahr | Titel Album                                                         | Höchstplatzierung, Gesamtwochen, AuszeichnungChartplatzierungen (Jahr, Titel, Album, Platzierungen, Wochen, Auszeichnungen, Anmerkungen) | Höchstplatzierung, Gesamtwochen, AuszeichnungChartplatzierungen (Jahr, Titel, Album, Platzierungen, Wochen, Auszeichnungen, Anmerkungen) | Höchstplatzierung, Gesamtwochen, AuszeichnungChartplatzierungen (Jahr, Titel, Album, Platzierungen, Wochen, Auszeichnungen, Anmerkungen) | Höchstplatzierung, Gesamtwochen, AuszeichnungChartplatzierungen (Jahr, Titel, Album, Platzierungen, Wochen, Auszeichnungen, Anmerkungen) | Höchstplatzierung, Gesamtwochen, AuszeichnungChartplatzierungen (Jahr, Titel, Album, Platzierungen, Wochen, Auszeichnungen, Anmerkungen) | Anmerkungen                                                 | [↑]: gemeinsam behandelt mit vorhergehendem Eintrag; [←]: in beiden Charts platziert |
| Jahr | Titel Album                                                         | DE | AT | CH | UK | US | Anmerkungen                                                 |                                                                                      |
| ---- | ------------------------------------------------------------------- | --- | --- | --- | --- | --- | ----------------------------------------------------------- | ------------------------------------------------------------------------------------ |
| 1981 | Endless Love Endless Love OST                                       | — | — | CH6 (7 Wo.)CH | UK7 Platin · (12 Wo.)UK | US1 Platin · (27 Wo.)US | Erstveröffentlichung: 26. Juni 1981 mit Diana Ross          |                                                                                      |
| 1982 | Truly Lionel Richie                                                 | — | — | — | UK6 Silber · (11 Wo.)UK | US1 Gold · (18 Wo.)US | Erstveröffentlichung: September 1982                        |                                                                                      |
| 1982 | You Are Lionel Richie                                               | — | — | — | UK43 (7 Wo.)UK | US4 (18 Wo.)US | Erstveröffentlichung: Dezember 1982                         |                                                                                      |
| 1983 | My Love Lionel Richie                                               | — | — | — | UK70 (6 Wo.)UK | US5 (16 Wo.)US | Erstveröffentlichung: März 1983                             |                                                                                      |
| 1983 | All Night Long (All Night) Can’t Slow Down                          | DE2 Gold · (17 Wo.)DE | AT8 (6 Wo.)AT | CH8 (11 Wo.)CH | UK2 ×2Doppelplatin · (16 Wo.)UK | US1 Gold · (24 Wo.)US | Erstveröffentlichung: 31. August 1983                       |                                                                                      |
| 1983 | Running with the Night Can’t Slow Down                              | DE33 (12 Wo.)DE | — | — | UK9 (12 Wo.)UK | US7 (19 Wo.)US | Erstveröffentlichung: 1. November 1983                      |                                                                                      |
| 1984 | Hello Can’t Slow Down                                               | DE2 (17 Wo.)DE | AT3 (12 Wo.)AT | CH1 (15 Wo.)CH | UK1 Platin · (15 Wo.)UK | US1 Gold · (24 Wo.)US | Erstveröffentlichung: 13. Februar 1984                      |                                                                                      |
| 1984 | Stuck on You Can’t Slow Down                                        | DE45 (7 Wo.)DE | — | CH26 (2 Wo.)CH | UK12 Silber · (12 Wo.)UK | US3 (19 Wo.)US | Erstveröffentlichung: Juni 1984                             |                                                                                      |
| 1984 | Penny Lover Can’t Slow Down                                         | DE37 (10 Wo.)DE | — | — | UK18 (7 Wo.)UK | US8 (18 Wo.)US | Erstveröffentlichung: 30. September 1984                    |                                                                                      |
| 1985 | Say You, Say Me Dancing on the Ceiling                              | DE12 (19 Wo.)DE | AT6 (16 Wo.)AT | CH1 (15 Wo.)CH | UK8 Silber · (13 Wo.)UK | US1 Gold · (20 Wo.)US | Erstveröffentlichung: Oktober 1985                          |                                                                                      |
| 1986 | Dancing on the Ceiling                                              | DE13 (13 Wo.)DE | AT22 (6 Wo.)AT | CH6 (10 Wo.)CH | UK7 Platin · (11 Wo.)UK | US2 (17 Wo.)US | Erstveröffentlichung: Juni 1986                             |                                                                                      |
| 1986 | Love Will Conquer All / The Only One Dancing on the Ceiling         | — | — | — | UK45 (5 Wo.)UK | US9 (18 Wo.)US | Erstveröffentlichung: 29. September 1986                    |                                                                                      |
| 1986 | Ballerina Girl Dancing on the Ceiling                               | DE66 (4 Wo.)DE | — | — | UK17 (8 Wo.)UK | US7 (18 Wo.)US | Erstveröffentlichung: 6. Dezember 1986                      |                                                                                      |
| 1986 | Deep River Woman Dancing on the Ceiling[DE: ↑][AT: ↑][CH: ↑][UK: ↑] | DE66 (4 Wo.)DE | — | — | UK17 (8 Wo.)UK | US71 (8 Wo.)US | Erstveröffentlichung: 6. Dezember 1986 mit Alabama          |                                                                                      |
| 1987 | Se La / Serves you Right Dancing on the Ceiling                     | DE41 (7 Wo.)DE | — | — | UK43 (6 Wo.)UK | US20 (13 Wo.)US | Erstveröffentlichung: März 1987                             |                                                                                      |
| 1992 | Do It to Me Back to Front                                           | DE26 (22 Wo.)DE | AT23 (5 Wo.)AT | CH12 (15 Wo.)CH | UK33 (6 Wo.)UK | US21 (20 Wo.)US | Erstveröffentlichung: 27. April 1992                        |                                                                                      |
| 1992 | My Destiny Back to Front                                            | DE23 (24 Wo.)DE | AT22 (2 Wo.)AT | CH19 (9 Wo.)CH | UK7 Silber · (13 Wo.)UK | — | Erstveröffentlichung: 10. August 1992                       |                                                                                      |
| 1992 | Love, Oh Love Back to Front                                         | DE71 (6 Wo.)DE | — | — | UK52 (4 Wo.)UK | — | Erstveröffentlichung: 16. November 1992                     |                                                                                      |
| 1996 | Don’t Wanna Lose You Louder Than Words                              | DE66 (10 Wo.)DE | AT34 (1 Wo.)AT | CH32 (5 Wo.)CH | UK17 (10 Wo.)UK | US39 (15 Wo.)US | Erstveröffentlichung: 11. März 1996                         |                                                                                      |
| 1996 | Still in Love Louder Than Words                                     | — | — | — | UK66 (2 Wo.)UK | — | Erstveröffentlichung: November 1996                         |                                                                                      |
| 1996 | Ordinary Girl Louder Than Words                                     | — | — | — | — | — | Erstveröffentlichung: 1996                                  |                                                                                      |
| 1996 | Climbing Louder Than Words                                          | — | — | — | — | — | Erstveröffentlichung: 11. November 1996                     |                                                                                      |
| 1998 | Closest Thing to Heaven Time                                        | DE99 (3 Wo.)DE | — | — | UK26 (3 Wo.)UK | — | Erstveröffentlichung: 15. Juni 1998                         |                                                                                      |
| 1998 | Time                                                                | — | — | — | — | — | Erstveröffentlichung: 1998                                  |                                                                                      |
| 2000 | Angel Renaissance                                                   | DE9 (16 Wo.)DE | AT6 (17 Wo.)AT | CH27 (21 Wo.)CH | UK18 (5 Wo.)UK | US70 (18 Wo.)US | Erstveröffentlichung: 2. Oktober 2000                       |                                                                                      |
| 2000 | Don’t Stop the Music Renaissance                                    | DE68 (4 Wo.)DE | AT74 (1 Wo.)AT | CH36 (10 Wo.)CH | UK34 (6 Wo.)UK | — | Erstveröffentlichung: Dezember 2000                         |                                                                                      |
| 2001 | Tender Heart Renaissance                                            | — | — | — | UK29 (3 Wo.)UK | — | Erstveröffentlichung: 5. März 2001                          |                                                                                      |
| 2001 | Cinderella Renaissance                                              | DE74 (6 Wo.)DE | — | CH49 (9 Wo.)CH | — | — | Erstveröffentlichung: 21. Mai 2001                          |                                                                                      |
| 2001 | I Forgot Renaissance                                                | — | — | — | UK34 (3 Wo.)UK | — | Erstveröffentlichung: 11. Juni 2001                         |                                                                                      |
| 2001 | The One Renaissance                                                 | — | — | — | — | — | Erstveröffentlichung: 2001 mit Juliette                     |                                                                                      |
| 2003 | To Love a Woman Encore                                              | DE52 (8 Wo.)DE | AT50 (6 Wo.)AT | CH14 (12 Wo.)CH | UK19 (4 Wo.)UK | — | Erstveröffentlichung: 7. April 2003 feat. Enrique Iglesias  |                                                                                      |
| 2004 | Just for You                                                        | DE24 (19 Wo.)DE | AT24 (11 Wo.)AT | CH35 (15 Wo.)CH | UK20 (4 Wo.)UK | US92 (17 Wo.)US | Erstveröffentlichung: 1. März 2004                          |                                                                                      |
| 2004 | Long Long Way to Go Just for You                                    | DE54 (9 Wo.)DE | — | — | — | — | Erstveröffentlichung: 23. August 2004                       |                                                                                      |
| 2006 | I Call It Love Coming Home                                          | DE29 (9 Wo.)DE | — | CH47 (10 Wo.)CH | UK45 (6 Wo.)UK | US62 (20 Wo.)US | Erstveröffentlichung: Juli 2006                             |                                                                                      |
| 2006 | All Around the World Coming Home                                    | — | — | — | — | — | Erstveröffentlichung: 2006                                  |                                                                                      |
| 2007 | Reason to Believe Coming Home                                       | DE76 (4 Wo.)DE | — | — | — | — | Erstveröffentlichung: 2. Februar 2007                       |                                                                                      |
| 2008 | Good Morning Just Go                                                | DE67 (6 Wo.)DE | — | — | — | — | Erstveröffentlichung: 15. Dezember 2008                     |                                                                                      |
| 2009 | Just Go                                                             | — | — | CH75 (1 Wo.)CH | UK52 (3 Wo.)UK | — | Erstveröffentlichung: 12. März 2009 feat. Akon              |                                                                                      |
| 2012 | Endless Love Tuskegee                                               | — | — | — | — | — | Erstveröffentlichung: 7. Februar 2012 feat. Shania Twain    |                                                                                      |
| 2012 | Say You, Say Me Tuskegee                                            | — | — | — | — | — | Erstveröffentlichung: 22. Februar 2012 feat. Rasmus Seebach |                                                                                      |

### Als Gastmusiker
| Jahr | Titel Album                      | Höchstplatzierung, Gesamtwochen, AuszeichnungChartplatzierungen (Jahr, Titel, Album, Platzierungen, Wochen, Auszeichnungen, Anmerkungen) | Höchstplatzierung, Gesamtwochen, AuszeichnungChartplatzierungen (Jahr, Titel, Album, Platzierungen, Wochen, Auszeichnungen, Anmerkungen) | Höchstplatzierung, Gesamtwochen, AuszeichnungChartplatzierungen (Jahr, Titel, Album, Platzierungen, Wochen, Auszeichnungen, Anmerkungen) | Höchstplatzierung, Gesamtwochen, AuszeichnungChartplatzierungen (Jahr, Titel, Album, Platzierungen, Wochen, Auszeichnungen, Anmerkungen) | Höchstplatzierung, Gesamtwochen, AuszeichnungChartplatzierungen (Jahr, Titel, Album, Platzierungen, Wochen, Auszeichnungen, Anmerkungen) | Anmerkungen                                              |
| Jahr | Titel Album                      | DE | AT | CH | UK | US | Anmerkungen                                              |
| ---- | -------------------------------- | --- | --- | --- | --- | --- | -------------------------------------------------------- |
| 1985 | We Are the World –               | DE2 (21 Wo.)DE | AT2 (18 Wo.)AT | CH1 (29 Wo.)CH | UK1 (10 Wo.)UK | US1 (18 Wo.)US | Erstveröffentlichung: März 1985 mit USA for Africa       |
| 2010 | We Are the World: 25 for Haiti – | — | — | — | UK50 (1 Wo.)UK | US2 (5 Wo.)US | Erstveröffentlichung: Februar 2010 mit Artists for Haiti |

## Videoalben
| Jahr | Titel                                 | Höchstplatzierung, Gesamtwochen, AuszeichnungChartplatzierungen (Jahr, Titel, Platzierungen, Wochen, Auszeichnungen, Anmerkungen) | Höchstplatzierung, Gesamtwochen, AuszeichnungChartplatzierungen (Jahr, Titel, Platzierungen, Wochen, Auszeichnungen, Anmerkungen) | Höchstplatzierung, Gesamtwochen, AuszeichnungChartplatzierungen (Jahr, Titel, Platzierungen, Wochen, Auszeichnungen, Anmerkungen) | Höchstplatzierung, Gesamtwochen, AuszeichnungChartplatzierungen (Jahr, Titel, Platzierungen, Wochen, Auszeichnungen, Anmerkungen) | Höchstplatzierung, Gesamtwochen, AuszeichnungChartplatzierungen (Jahr, Titel, Platzierungen, Wochen, Auszeichnungen, Anmerkungen) | Anmerkungen                              |
| Jahr | Titel                                 | DE | AT | CH | UK | US | Anmerkungen                              |
| ---- | ------------------------------------- | --- | --- | --- | --- | --- | ---------------------------------------- |
| 1986 | The Making of: Dancing on the Ceiling | — | — | — | — | — | Erstveröffentlichung: 1986               |
| 2003 | The Lionel Richie Collection          | — | — | — | UK28 Gold · (14 Wo.)UK | US— GoldUS | Erstveröffentlichung: 1. Dezember 2003   |
| 2007 | Live – His Greatest Hits and More     | — | — | — | UK9 (15 Wo.)UK | — | Erstveröffentlichung: 17. September 2007 |

## Promoveröffentlichungen
| Jahr | Titel Album               | Anmerkungen                                          |
| ---- | ------------------------- | ---------------------------------------------------- |
| 1998 | I Hear Your Voice Time    | Erstveröffentlichung: 1998                           |
| 2006 | What You Are Coming Home  | Erstveröffentlichung: 2006                           |
| 2006 | Why Coming Home           | Erstveröffentlichung: 2006                           |
| 2008 | Face in the Crowd Just Go | Erstveröffentlichung: 2008 feat. Trijntje Oosterhuis |
| 2009 | I’m in Love Just Go       | Erstveröffentlichung: 2009                           |

## Sonderveröffentlichungen
| Jahr | Titel Musiklabel          | Anmerkungen                                               |
| ---- | ------------------------- | --------------------------------------------------------- |
| 2006 | Gold Hip-O Records (UMG)  | Erstveröffentlichung: 10. Januar 2006 Teil der Reihe Gold |
| 2006 | Soul Legends Motown (UMG) | Erstveröffentlichung: 2006 Teil der Reihe Soul Legends    |

## Statistik

### Chartauswertung
|                     | DE     | AT     | CH     | UK     | US     |
| ------------------- | ------ | ------ | ------ | ------ | ------ |
| Nummer-eins-Alben   | DE—DE  | AT—AT  | CH—CH  | UK3UK  | US3US  |
| Top-10-Alben        | DE8DE  | AT7AT  | CH8CH  | UK11UK | US6US  |
| Alben in den Charts | DE14DE | AT13AT | CH13CH | UK15UK | US13US |

|                       | DE     | AT     | CH     | UK     | US     |
| --------------------- | ------ | ------ | ------ | ------ | ------ |
| Nummer-eins-Singles   | DE—DE  | AT—AT  | CH3CH  | UK2UK  | US6US  |
| Top-10-Singles        | DE4DE  | AT5AT  | CH6CH  | UK9UK  | US15US |
| Singles in den Charts | DE24DE | AT12AT | CH17CH | UK29UK | US22US |

|                          | DE    | AT    | CH    | UK    | US    |
| ------------------------ | ----- | ----- | ----- | ----- | ----- |
| Nummer-eins-Videoalben   | DE—DE | AT—AT | CH—CH | UK—UK | US—US |
| Top-10-Videoalben        | DE—DE | AT—AT | CH—CH | UK1UK | US—US |
| Videoalben in den Charts | DE—DE | AT—AT | CH—CH | UK2UK | US—US |

### Auszeichnungen für Musikverkäufe
| Land/RegionAuszeichnungen für Musikverkäufe (Land/Region, Auszeichnungen, Verkäufe, Quellen) | Silber     | Gold       | Platin         | Diamant     | Verkäufe    | Quellen                                                   |
| -------------------------------------------------------------------------------------------- | ---------- | ---------- | -------------- | ----------- | ----------- | --------------------------------------------------------- |
| Australien (ARIA)                                                                            | —          | 2× Gold2   | 8× Platin8     | —           | 695.000     | aria.com.au                                               |
| Belgien (BRMA)                                                                               | —          | 4× Gold4   | 5× Platin5     | —           | 415.000     | ultratop.be                                               |
| Brasilien (PMB)                                                                              | —          | 2× Gold2   | —              | —           | 130.000     | pro-musicabr.org.br                                       |
| Dänemark (IFPI)                                                                              | —          | 7× Gold7   | 3× Platin3     | —           | 295.000     | ifpi.dk                                                   |
| Deutschland (BVMI)                                                                           | —          | 6× Gold6   | 2× Platin2     | —           | 1.850.000   | musikindustrie.de                                         |
| Europa (IFPI)                                                                                | —          | —          | 6× Platin6     | —           | (6.000.000) | ifpi.org (Memento vom 1. Januar 2014 im Internet Archive) |
| Finnland (IFPI)                                                                              | —          | —          | Platin1        | —           | 50.608      | ifpi.fi                                                   |
| Frankreich (SNEP)                                                                            | —          | 5× Gold5   | 4× Platin4     | —           | 2.400.000   | infodisc.fr snepmusique.com                               |
| Hongkong (IFPI/HKRIA)                                                                        | —          | Gold1      | 5× Platin5     | —           | 110.000     | ifpihk.org                                                |
| Irland (IRMA)                                                                                | —          | —          | Platin1        | —           | 15.000      | Einzelnachweise                                           |
| Italien (FIMI)                                                                               | —          | 5× Gold5   | —              | —           | 225.000     | fimi.it                                                   |
| Japan (RIAJ)                                                                                 | —          | Gold1      | 3× Platin3     | —           | 350.000     | riaj.or.jp                                                |
| Kanada (MC)                                                                                  | —          | 5× Gold5   | 18× Platin18   | Diamant1    | 3.020.000   | musiccanada.com                                           |
| Neuseeland (RMNZ)                                                                            | —          | 3× Gold3   | 11× Platin11   | —           | 222.500     | aotearoamusiccharts.co.nz NZ2                             |
| Niederlande (NVPI)                                                                           | —          | 2× Gold2   | 7× Platin7     | —           | 755.000     | nvpi.nl                                                   |
| Norwegen (IFPI)                                                                              | —          | —          | Platin1        | —           | 50.000      | Einzelnachweise                                           |
| Österreich (IFPI)                                                                            | —          | 2× Gold2   | Platin1        | —           | 90.000      | ifpi.at                                                   |
| Polen (ZPAV)                                                                                 | —          | Gold1      | Platin1        | —           | 70.000      | bestsellery.zpav.pl                                       |
| Schweiz (IFPI)                                                                               | —          | 4× Gold4   | 2× Platin2     | —           | 180.000     | hitparade.ch                                              |
| Spanien (Promusicae)                                                                         | —          | 6× Gold6   | Platin1        | —           | 280.000     | elportaldemusica.es ES2 ES3                               |
| Taiwan (RIT)                                                                                 | —          | Gold1      | —              | —           | 20.000      | Einzelnachweise                                           |
| Vereinigte Staaten (RIAA)                                                                    | —          | 11× Gold11 | 20× Platin20   | Diamant1    | 41.650.000  | riaa.com                                                  |
| Vereinigtes Königreich (BPI)                                                                 | 9× Silber9 | 7× Gold7   | 23× Platin23   | —           | 11.105.000  | bpi.co.uk                                                 |
| Insgesamt                                                                                    | 9× Silber9 | 75× Gold75 | 123× Platin123 | 2× Diamant2 |             |                                                           |